# クロツグ
クロツグは、南西諸島に自生するヤシ科の植物。幹はあまり高くならない。

## 特徴
クロツグ Arenga engleri Becc. は、ヤシ科クロツグ属に所属する常緑性低木。日本国内に自生するヤシ類としては、その分布地域ではビロウと同じく普通に見られるものである。しかし全国的な知名度ははるかに低い。非常に長い葉が目立つヤシである。沖縄各地でこの名か、バニン・マニンなどの名で呼ばれる。
茎は円柱状で、数本が束になって生じ、高さは5mくらいになる。ただし、茎の表面は葉の基部の葉鞘が分解して生じる黒い繊維に覆われて見えない。また、葉の出方が何となく根出葉のようなので、茎が立っている印象が少なく、むしろ長い葉柄を持つ葉を束にして、途中まで縛ってまとめた、と言うような印象を持つ。
葉は長さ3mにも達するもので、羽状複葉で全体は長楕円形、基部には1mほどの葉柄がある。小葉は20-40対以上もあり、個々の小葉は細長くて長さ25-60cmになる。葉質は硬く革質、表面は黒っぽい緑色で鈍いつやがある。裏面は白っぽく、中肋が強く突出し、基部近くではここで二つ折り状態となり、その側面で軸につく。小葉の先端は何かに噛みちぎられたような不規則な鋸歯がある。
花序は先端から出て、斜め上に出るか、ややうつむいて伸び、往々にして葉より下に広がる。雌雄同株ながら、雌雄の花は別の花序につく。花序は最初多数の苞に包まれ、後に外に出る。花序の枝は黄色みを帯び、非常に多数の枝に分かれ、花は長く伸びた枝に多数密着して生じる。果実は2cmほどの楕円形で、赤みを帯びた黄色に熟する。
名称については、ツグがシュロの意味であり、幹を覆う繊維が黒いことによる。

## 生育環境
低地の森林に生える。森林内や林縁に出ることが多く、草地などには出ない。沖縄本島では中南部の石灰岩地の森林にも北部にも普通に見られ、森林の低木層の構成種としては重要なものである。内陸山間部にも見られることがある。人家周辺でも墓地の周りなどで見かける。小柄なのでちょっとした茂みなどにも見られる。その点、大柄で海岸線に限定されがちなビロウよりも身近である。

## 分布
日本では南西諸島に生え、北限は宝島。国外では台湾で知られる。この他に九州南部や小笠原で栽培され、逸出したものが野生状態で見られることがある。ただし、八重山諸島と台湾のものはやや形態が異なり、これを変種とする扱いもある。これについては分類の項を参照。

## 利用
材は細いため役に立たない。葉鞘の黒い繊維はとても強く、シュロと同様に様々に利用される。耐水性が強く、船用の綱に使うと70年持つとも言う。
新芽と若葉は食用になる。また、葉を乾燥させ、ばらして紐としたり、繊維としたりという利用はヤシ類一般に見られ、この種も利用されたようである。その他、庭園で観賞用として栽培されることもある。

## 分類
クロツグ属は熱帯アジアからオーストラリアに14種ばかりが知られるが、日本から知られるのはこの種のみである。国外ではサトウヤシが栽培される。
八重山のものは本種に比べて花序の枝が細く、果実も小さいので、コミノクロツグと呼ばれている。石垣島、西表島と与那国島に知られる。
ただし、学名にはやや混乱がある。初島 (1975) はコミノクロツグをフィリピン産のA. trewmulaと同一のものと判断し、クロツグをその変種として扱った。その場合のクロツグの学名はArenga trewmula var. englri である。北村・村田 (1979) もこれを踏襲している。しかし佐竹他 (1999) はクロツグを独立種とみなして上記の学名を与えており、YList植物検索（2009年11月現在）もこれに従っている。この項もこれによっているが、その代わりにコミノクロツグの学名がなくなっている。そのためこの書籍ではコミノクロツグを和名のみ記載してクロツグに統合している。いずれにしてもこの両者を同種と見なす点では一致している。

## 画像

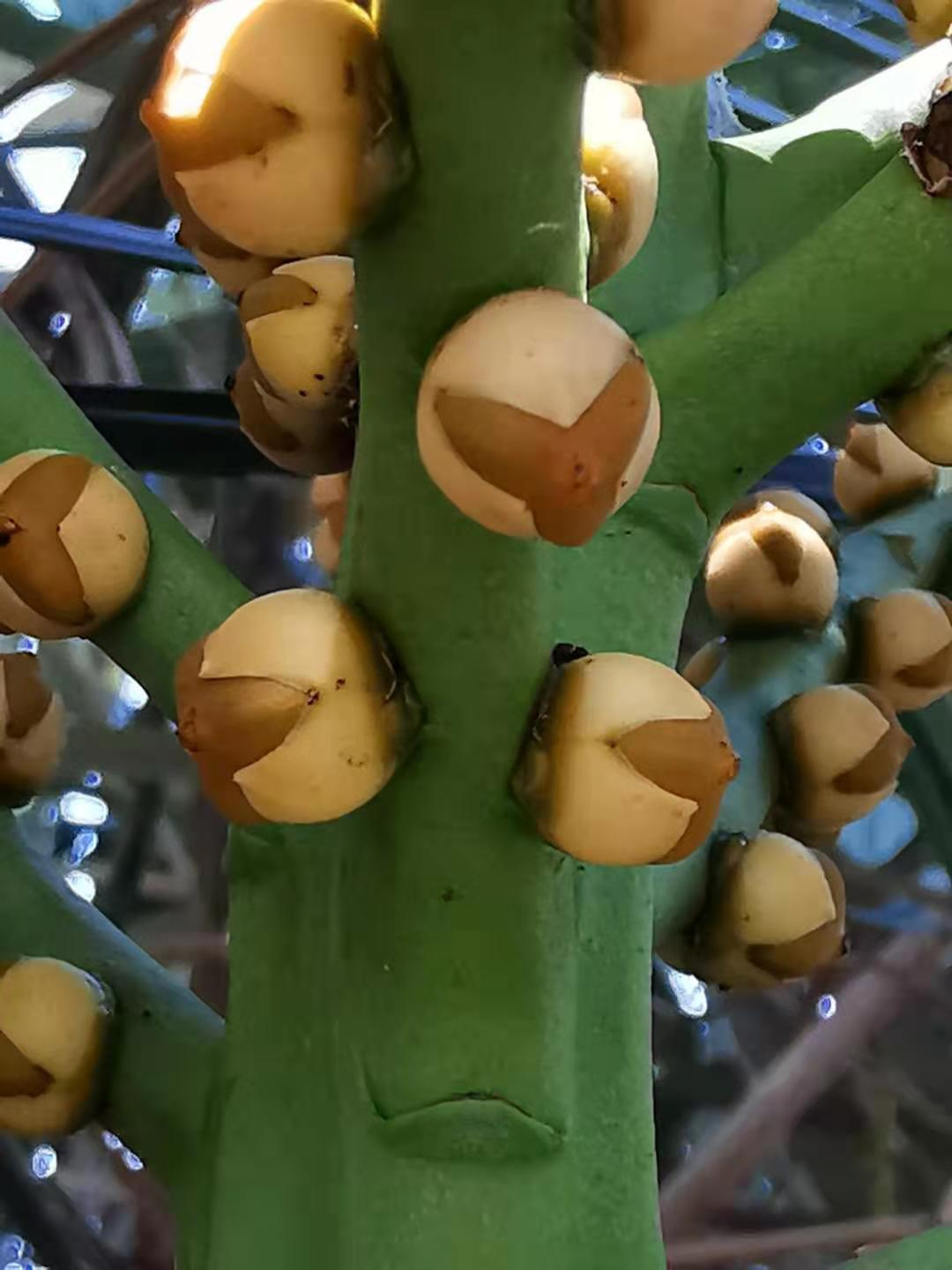
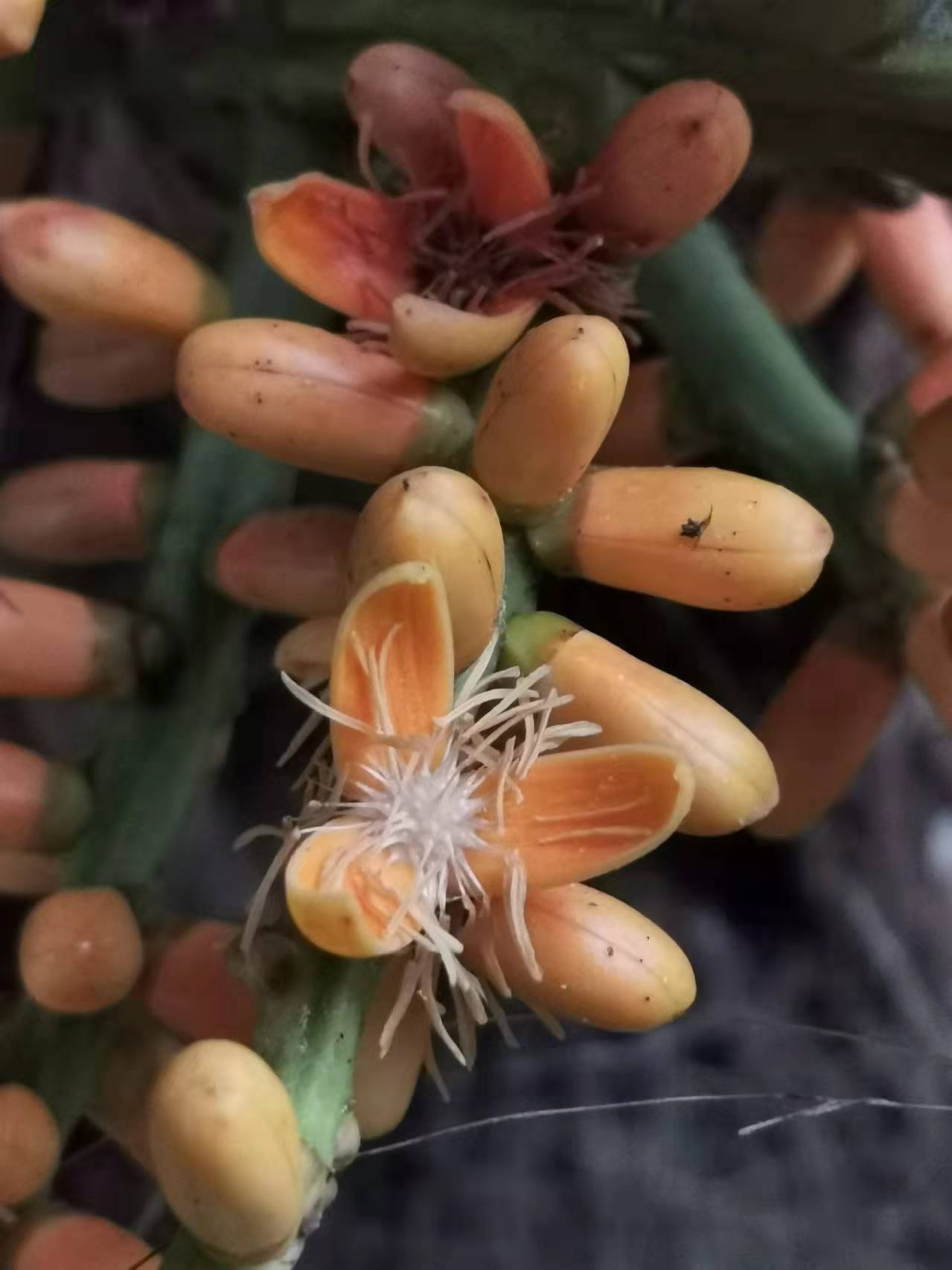
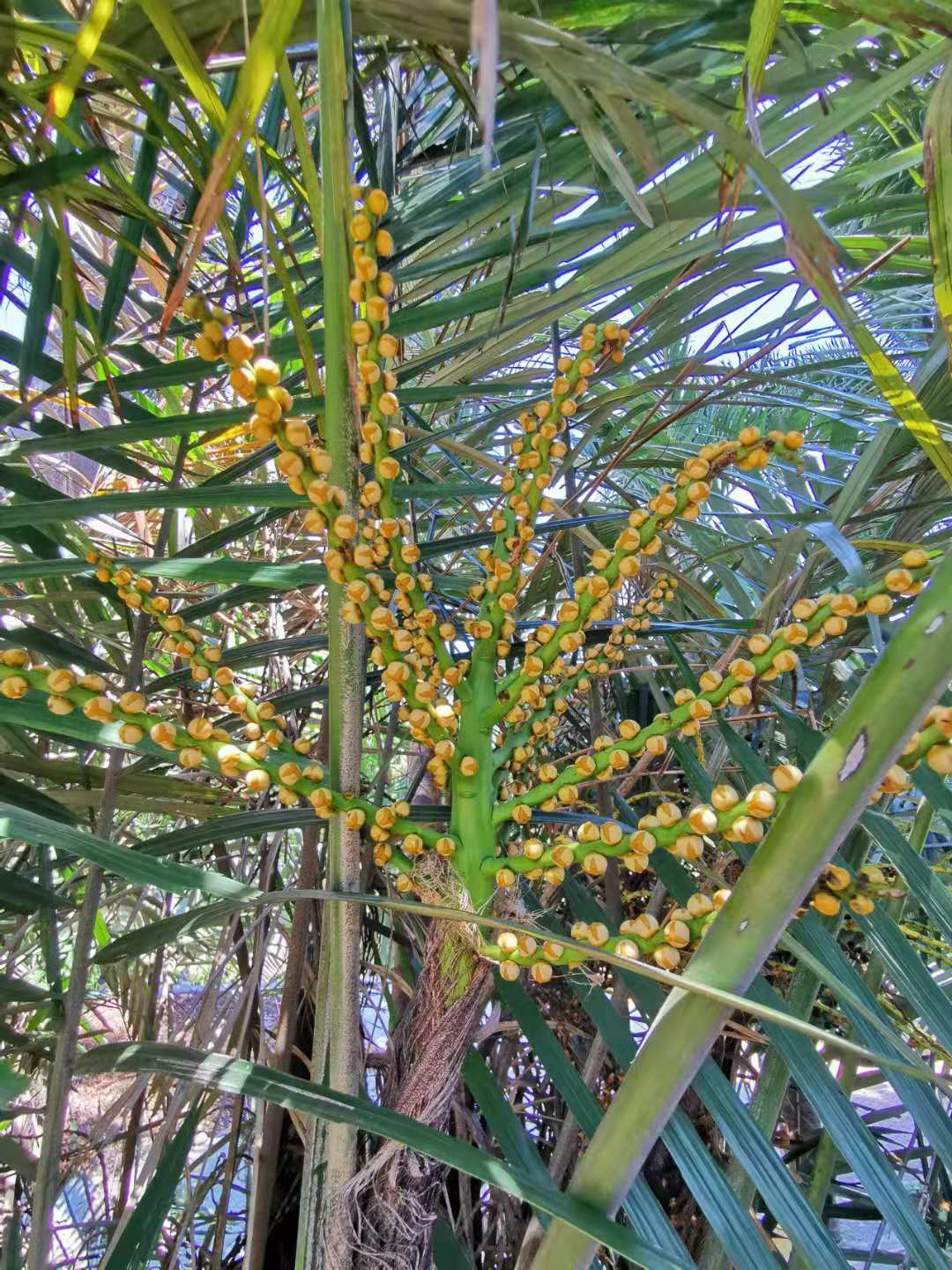
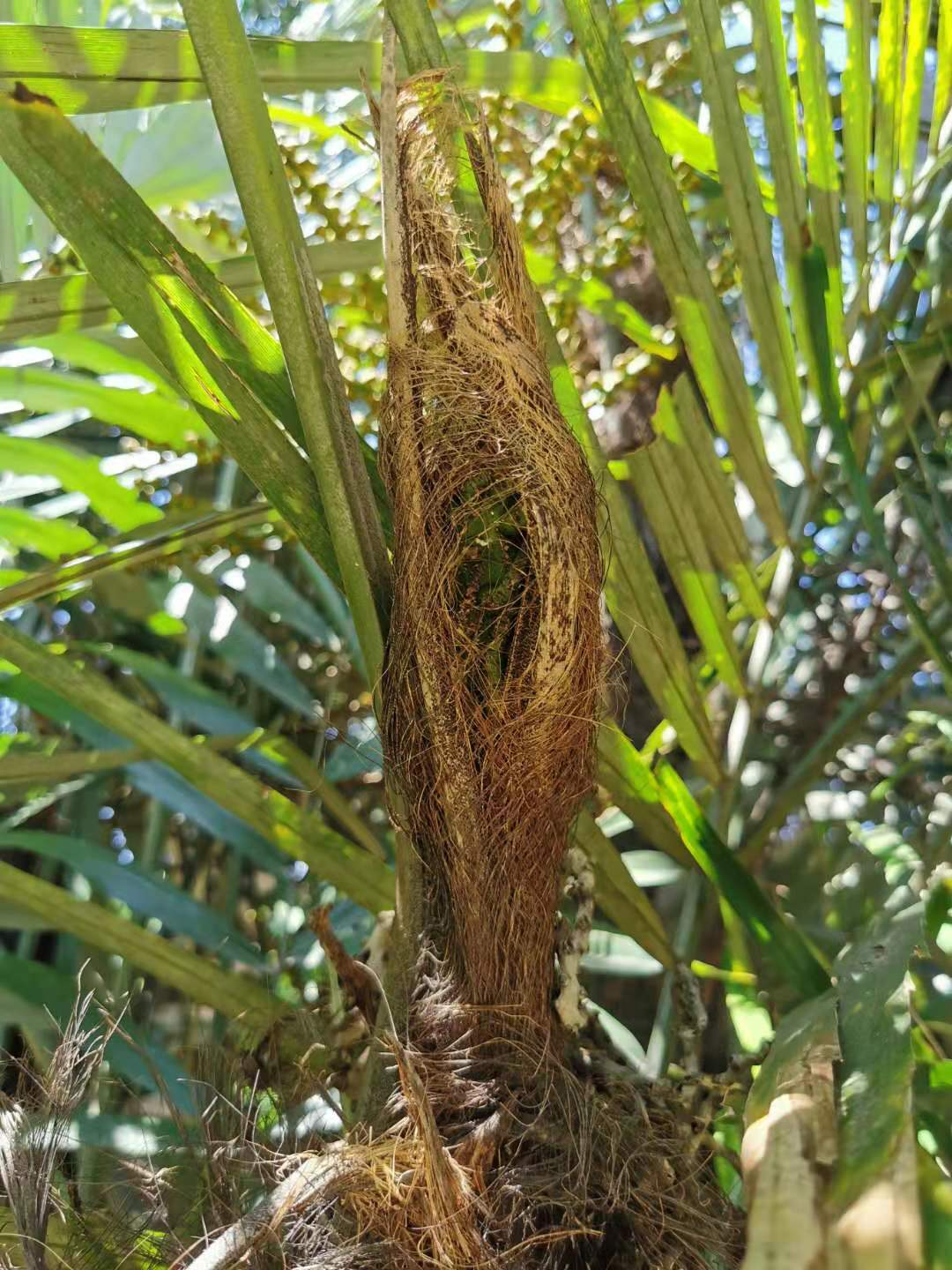
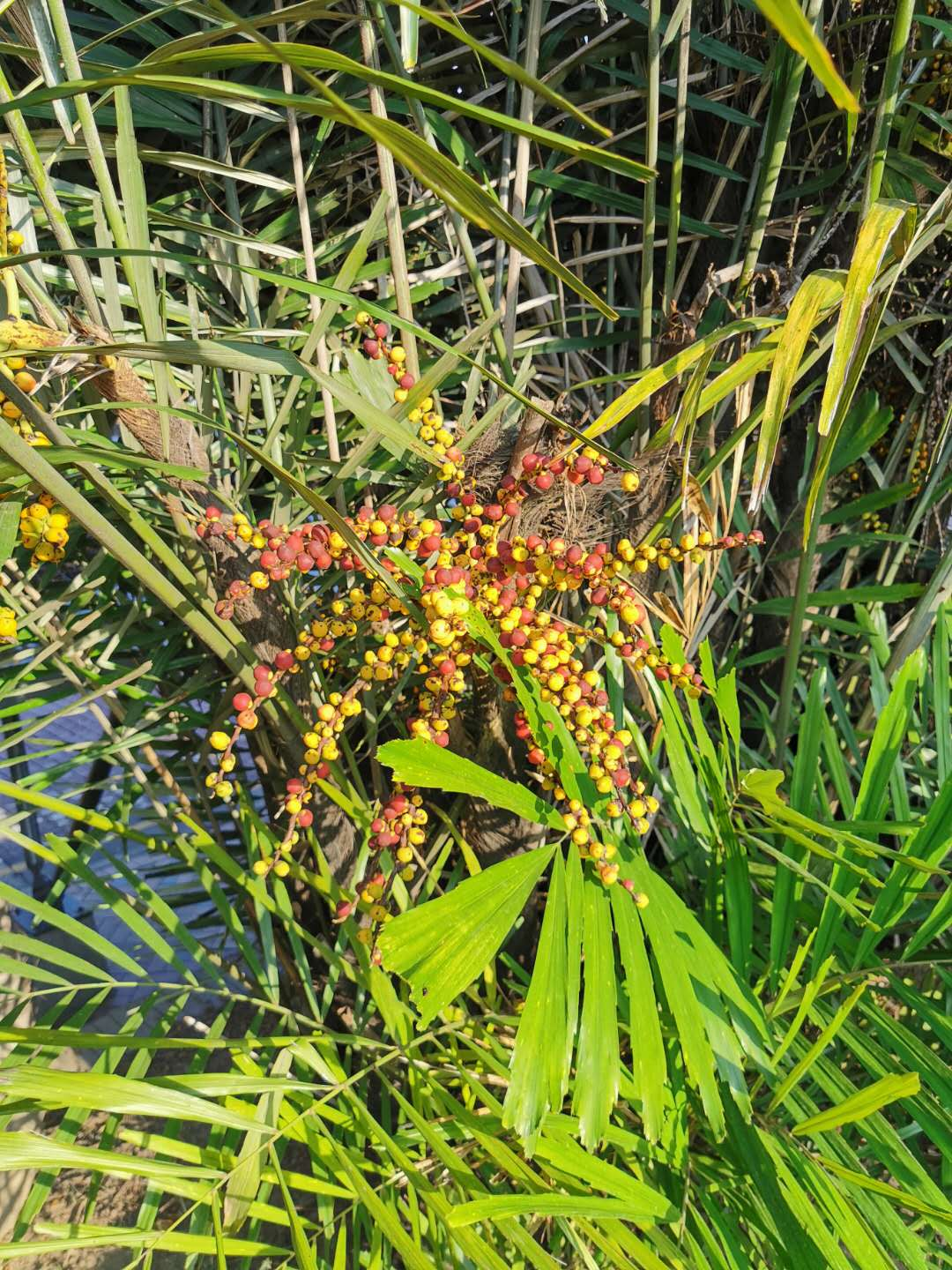
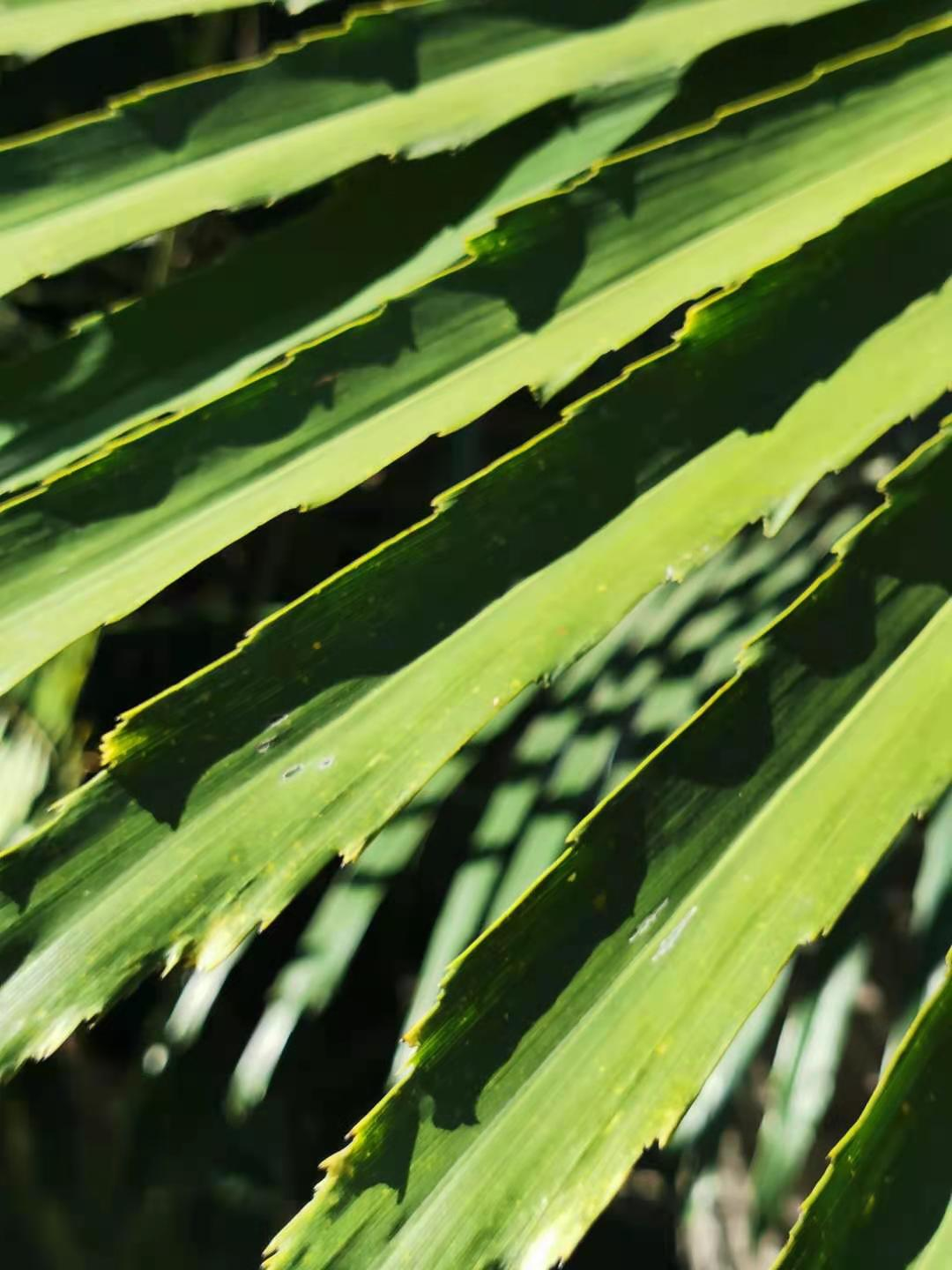